# クララ・ノヴェロ・デイヴィス
クララ・ノヴェロ・デイヴィス（Clara Novello Davies, 1861年4月7日 - 1943年2月7日）は、ウェールズの歌手、教師、指揮者。

## 生涯
クララはウェールズのカーディフに生まれた。父は鉱山労働者のジェイコブ（Jacob）、母はマーガレット（Margaret 旧姓 エヴァンス Evans）で、有名なソプラノ歌手のクララ・ノヴェロにちなんで名づけられた。教会の聖歌隊で指揮をしていた彼女の父は、彼女にハーモニウムの演奏を教えた。クララは1883年10月31日に、事務弁護士の事務員をしていたデイヴィッド・デイヴィス（David Davies）と結婚した。2人の息子のアイヴァー・ノヴェロは、俳優、作曲家、劇作家、指揮者として母を凌ぐ名声を手にすることになる。また、2人はマリー・ウィリアムズ（Marie Williams）を養子にとり、マリー・ノヴェロという名前を授かった彼女はピアニストとなったが、30歳で咽頭癌のためこの世を去った。
1883年、彼女はウェールズ女声合唱団を設立し、同団体は1893年のシカゴ万博、パリ万博で賞を獲得した。彼女は70代になっても指揮活動を続けており、1937年のパリ万博にも、ニューヨークに拠点を置いていたノヴェロ・デイヴィス芸術家合唱団が招待されている。また、この合唱団は第二次世界大戦中に慈善基金を立ち上げた。
彼女は1943年、ロンドンで81年の生涯を終えた。亡骸はゴールダーズ・グリーン墓地（Golders Green）に埋葬された。